# Topołnica (obwód Błagojewgrad)
Topołnica (bułg. Тополница) – wieś w Bułgarii, w obwodzie Błagojewgrad, w gminie Petricz. Według danych szacunkowych Ujednoliconego Systemu Ewidencji Ludności oraz Usług Administracyjnych dla Ludności, 15 czerwca 2020 roku miejscowość liczyła 664 mieszkańców.

## Archeologia
Około 2 km na południe od wsi w rejonie Kremenica po obu stronach granicy bułgarsko-greckiej odkryto osadę późnoneolityczną.

## Osoby związane z miejscowością

### Urodzeni
- Ilija Łukow (1974) – bułgarski narodowy piosenkarz
- Jordan Mantarliew (1979) – bułgarski historyk
- Elena Uzunowa (1992) – bułgarska lekkoatletka